# 9641 Demazière
9641 Demazière là một tiểu hành tinh vành đai chính với chu kỳ quỹ đạo là 1402.9179056 ngày (3.84 năm).
Nó được phát hiện ngày 12 tháng 8 năm 1994.